# Howard Smith (Regisseur)
Howard Smith (* 10. Dezember 1936 in New York City; † 1. Mai 2014 ebenda) war ein US-amerikanischer Journalist, Radiomoderator und Regisseur.
Smith wuchs in Newark, New Jersey auf. Seine Eltern waren jüdische Emigranten aus Osteuropa.
Smith studierte ein Jahr am ehemaligen New Yorker Pace College, der heutigen Pace University, brach aber sein Studium zugunsten des Schreibens ab. Er arbeitete als Fotograf und freischaffender Journalist. In den 1960er Jahren wurde er Mitarbeiter der The Village Voice. Hier verantwortete er von 1966 bis 1980 die Kolumne Scenes, die als Plattform der US-amerikanischen Gegenkultur diente und die Leserschaft überhaupt mit dieser in Berührung brachte. Er interviewte zahlreiche bekannte Künstler und Musiker sowie politische Persönlichkeiten, darunter John Lennon und Yoko Ono, Frank Zappa und Abbie Hoffman. Die hierbei entstandenen Aufnahmen während seiner Zeit bei WABE-FM  wurden 2012 als The Smith Tapes veröffentlicht. Im Zuge seiner Arbeit lernte er den damaligen Erweckungsprediger Marjoe Gortner kennen, über den er gemeinsam mit Sarah Kernochan die Dokumentation Marjoe drehte. Gortner berichtete hier, während seiner Abschiedstour, über die Methoden und das Geldverdienen der Erweckungsprediger und gibt so einen Einblick hinter die Kulissen. Weitere journalistischen Arbeiten Smiths erschienen in der New York Times und im Playboy.
Smith und Kernochan gewannen für ihren Film 1973 den Oscar in der Kategorie Oscar für den besten Dokumentarfilm. Danach trat Smith bei Gizmo, einer weiteren Dokumentation, ein zweites und letztes Mal als Regisseur in Erscheinung. 1978 war er als Kommentator in dem Zombiefilm-Klassiker Zombie zu sehen.
Smith war ab den 1990er Jahren für die Mood Disorders Support Group tätig. Er selbst hatte eine Bipolare Störung.
Smith war verheiratet, die Ehe wurde geschieden. Er war Vater zweier Söhne. Er starb im Alter von 77 Jahre infolge einer Krebserkrankung.